# اشکبوس
اَشکْبوس قهرمان کوشانی در شاهنامه است که در نبرد کاموس کشانی با ایرانیان به افراسیاب کمک می کند و می‌جنگد. در ترجمه شاهنامه بوندری به عربی، نام او اسکبوس آمده است. در داستان کاموس کشانی (جنگ کاموس) افراسیاب او را به کمک پیران ویسه فرستاد. در داستان کاموس، اشکبوس ابتدا با رهام می جنگد و او را شکست می دهد، سپس رستم پیاده با او که سواره بود رزم کرد و در نهایت او را با تیری کشت و سینه و پهلویش را با چاقو پاره کرد. نبرد رستم و اشکبوس در مینیاتور ایرانی انتخابی رایج بود. گفته شده که کشانیان مربوط به امپراتوری کوشانی هستند.

## شعر

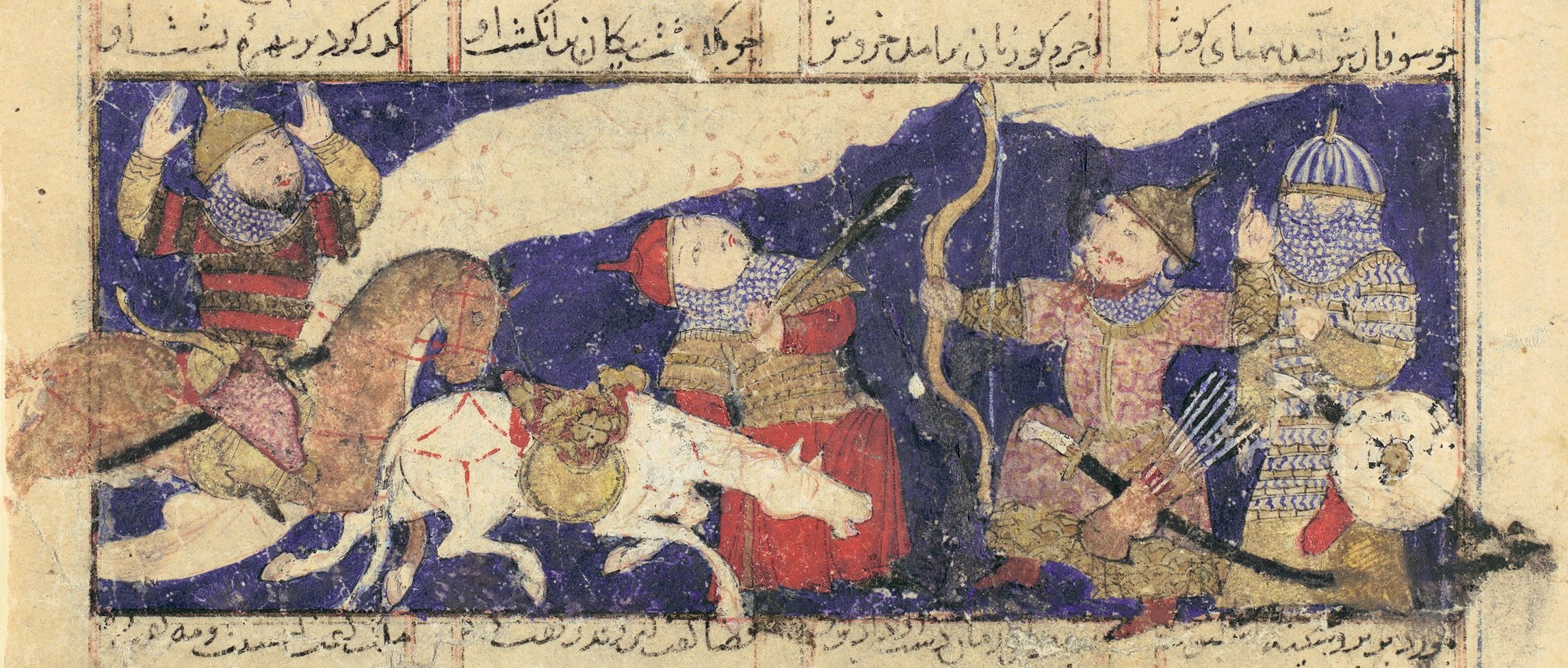
مینیاتوری اصفهانی از رزم رستم و اشکبوس، شاهنامه، 1330-1340 میلادی

قطعه‌ای از رزم سهراب و اشکبوس در شاهنامه فردوسی در زیر آورده شده است:
| دلیری کجا نام او اشکبوس    |  | همی بر خروشید بر سان کوس    |
| بیامد که جوید ز ایران نبرد |  | سر هم نبرد اندر آرد بگرد    |
| بشد تیز رهّام با خود و گبر  |  | همی گرد رزم اندر آمد به ابر |
| برآویخت رهام با اشکبوس     |  | برآمد ز هر دو سپه بوق و کوس |
| بران نامور تیرباران گرفت   |  | کمانش کمین سواران گرفت      |
| جهانجوی در زیر پولاد بود   |  | بخفتانش بر تیر چون باد بود  |
| نبد کارگر تیر بر گبر اوی   |  | ازان تیزتر شد دل جنگجوی     |
| به گرز گران دست برد اشکبوس |  | زمین آهنین شد سپهر آبنوس    |

## روایت
سخن بر سر پیکار میان ایرانیان و تورانیان اسـت. هنگامی که کیخسرو در ایران بر تخت نشسـت، افراسیاب در سرزمین توران بر تخت پادشاهی نشسته بود. سپاه توران به یاری سردارانی از سـرزمین‌های دیگر به ایران می‌تازد. کیخسـرو، رسـتم را به یاری می‌خواند. اشـکبوس، پهلوان سـپاه تـوران بـه میـدان می‌آید و مبارز می‌جوید. یکی دو تن از سـپاه ایران پـای به میدان می‌نهند،  اما سـرانجام، رسـتم پیـاده به میدان می‌رود. نبرد رسـتم با اشکبوس از عالی تریـن صحنه‌های نبرد تن بـه تن اسـت که در آن طنزگویی و چالاکـی و دلاوری و زبان آوری با هم آمیخته اسـت.
پس از مرگ فرود و شکستهای پی در پی سپاه ایران از سپاه توران که در پایان منجر به محاصره ی ایرانیان در کوه هماون گردید، ناچار شدند رستم را به یاری در میدان نبرد فرابخوانند. با ورود رستم به میدان نبرد و گفته های امیدوار کننده ی او با نیروهای خودی و حرکتهای روانی او با اشکبوس و کاموس و چنگش، در نبردهای تن به تن، نوار پیروزیهای تورانیان در دامان کوه هماون پاره شد و سرآغاز پیروزیهایی برای ایرانیان گردید و پایانش شکست و نابودی دشمن بود که منجر به کشته شدن افراسیاب فرمانروای مقتدر توران زمین گردید.

گودرز و دیگر سران ایران به پیشباز رستم رفتند و با غم و اشک برای کشتگان شهید مانند بهرام در میدان نبرد ، با امید به فردا سپاه دشمن را برای رستم اینگونه بیان کردند:
| زچین و زهندو زسقلاب و روم |  | ز ویرانه گیتی وآباد بوم  |
| همانا نمانده یکی جانور    |  | یکی برجنگ ما برنبسته کمر |

رستم ایرانیان را دلداری می دهد و مانند همیشه آنها را به یاری خداوند یکتا امیدوار می کند و برای آنها از خستگی خود و اسبش رخش نامور سخن می گوید. سپس رستم و همراهانش جهت رفع خستگی، شب را به استراحت می پردازند تا فردا چه پیش آید. با طلوع خورشید رستم به بالای کوه می رود تا دشمن را ارزیابی کند و راه مبارزه با آنها و آرایش نیروهای خودی را آماده نماید. رستم از دیدن انبوه دشمن بی شمار شگفت زده می شود و باخود می گوید. او مانند همیشه به راز و نیاز با خدا پرداخت و خدا را به یاری طلبید. سپاه ایران و توران (با هم پیمانانش) آرایش نظامی گرفتند و سپاه توران با فرماندهی خاقان چین با سروصدای فراوان طبل و کوس و کرنای گوش فلک را کر کردند.
پهلوان دلیری از همراهان خاقان چین با تاخت و تاز اسب روبروی سپاه ایران آمد و از مردان ایران هماورد خواست تا با او سوار براسب به نبرد تن به تن بپردازد و برای پایین آوردن روحیه ی ایرانیان به رجزخوانی پرداخت . رهام پسرگودرز سپهسالار ایران به میدان نبرد شتافت و با اشکبوس با تیروکمان به جنگ پرداخت که تیر رهام بر زره اشکبوس کارگر نیفتاد و ناچار دست در گرز برد و بر سر اشکبوس زد که برکلاه خودش کارگر نیامد . اشکبوس نیز دست برگرز گران برد و برکلاه خود رهام زخمی زد که کلاه خود او خرد گردید و سرش زخمی برداشت و رهام همینکه در خود یارای پایداری را دربرابر اشکبوس ندید از برابر او فرار کرد و به سوی کوه هماون رفت . توس سپهبد از فرار رهام ناراحت شد و اسبش را به حرکت درآورد تا به مبارزه با اشکبوس رود. رستم ناراحت و خشمگین شد که چرا پس از فرار رهام دیگری به مبارزه با دشمن نمی رود تا سپهبد پیر ایران به میدان نرود.

کمان بزه کرده آماده ی تیراندازی، کمان را بر بازو افکند و چند تیر را بر بند کمر زد و با تیر قهوه ای رنگی از چوب خدنگ که بسیار راست و محکم می باشد خرامان به سوی اشکبوس تاخت که در حال جولان با اسب بود و فریادی ناشی از پیروزی سر می داد. او را به سوی خود برای نبرد تن به تن فرخواند. از این زمان جنگ روانی رستم و اشکبوس آغاز می شود. اشکبوس هرچند که با دیدن پهلوانی پیاده و بدون اسب و تجهیزات نظامی به حیرت و اندیشه فرو می رود ، لگام اسب را محکم می کند و  او را به سوی خود می خواند.رستم با اینگونه رفتار و کردار خونسردانه و گفتار استوار ، متین و خردورزانه و همچنین با تیراندازی دقیق و کشتن اسب اشکبوس و نیز سخنان طنز آمیز و ملامت گرانه، بند دل اشکبوس را پاره کرد و ترس را بر سراسر وجودش چیره گردانید تا اینکه:
| کمان را بزه کرد پس اشکبوس    |  | تنش لرز لرزان رخش سندروس    |
| به رستم برآنگه ببارید تیر    |  | تهمتن بدو گفت برخیره خیر    |
| همی رنجه داری تن خویش را     |  | دوبازو و جان بداندیش را     |
| ترا تیر برمن نیاید به کار    |  | نه ای مرد گرد افکن نامدار   |
| نداری زجنگ آوران بهره ای     |  | نکردی به تیرو کمان مهره ای  |
| ترا بخت برگشته بینم همی      |  | بدین رزمگه کشته بینم همی    |
| نه ای مرد پیکار و دشت و نبرد |  | هم اکنون شود چهر بخت تو زرد |

رستم پس از این گفتگو تیری دیگر بر سینه ی اشکبوس می زند که در دم می میرد. پس از مردن اشکبوس، رستم آرام و استوار بدون شادی و نازیدن به خود به سوی جایگاه خود حرکت کرد و سران تورانیان را به اندیشه و حیرت همراه با ترس فرو برد و کاموس و خاقان را از خواب خودخواهی و غرور مستی بیدار کرد.

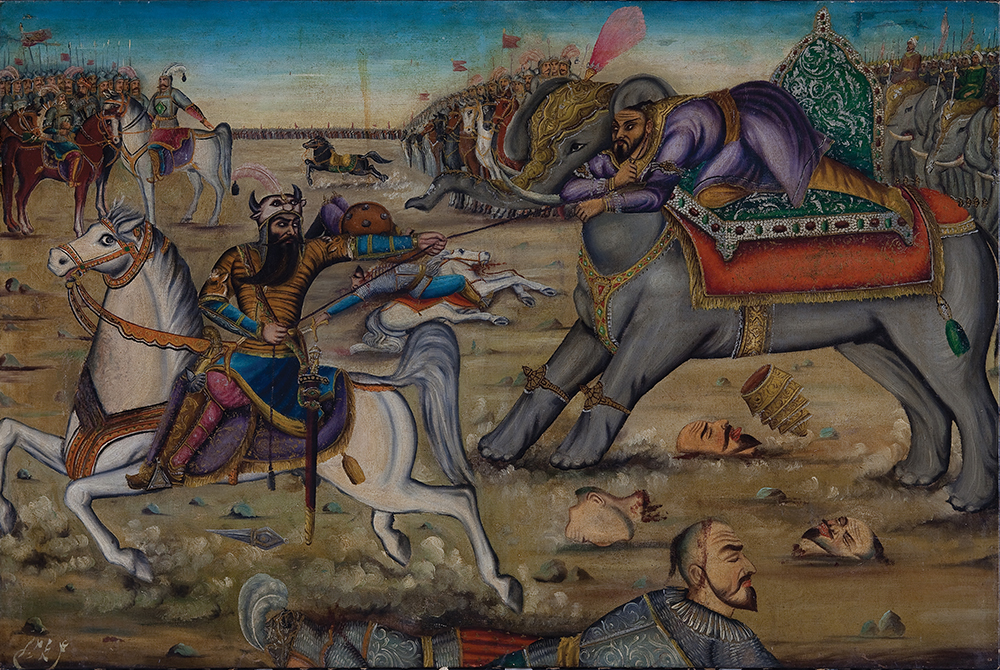
جنگ رستم و اشکبوس اثر محمد مدبر

## نگارخانه

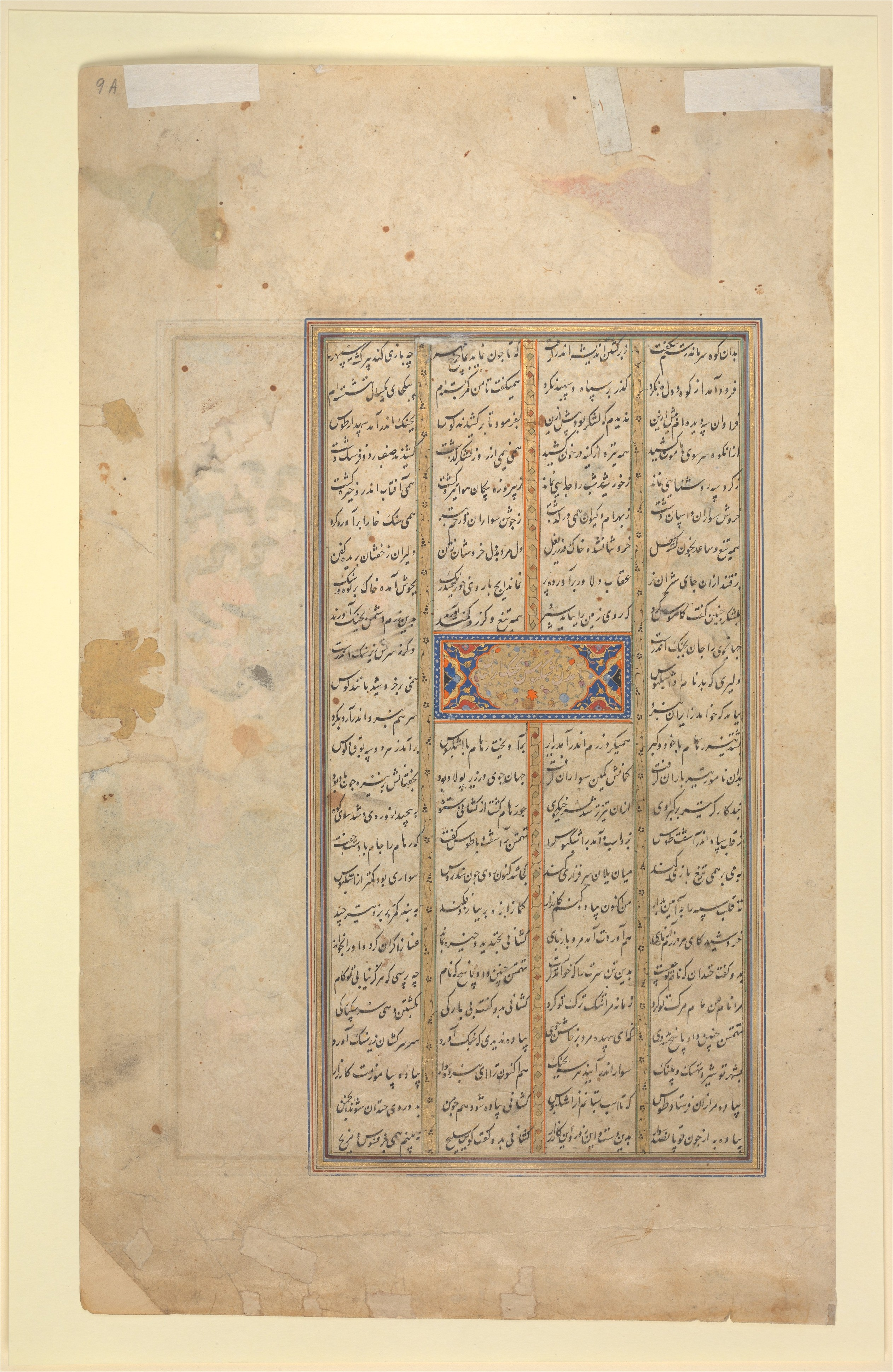
رستم با اشکبوس می جنگد / برگی از شاهنامه / سده 15ام میلادی - هنر اسلامی
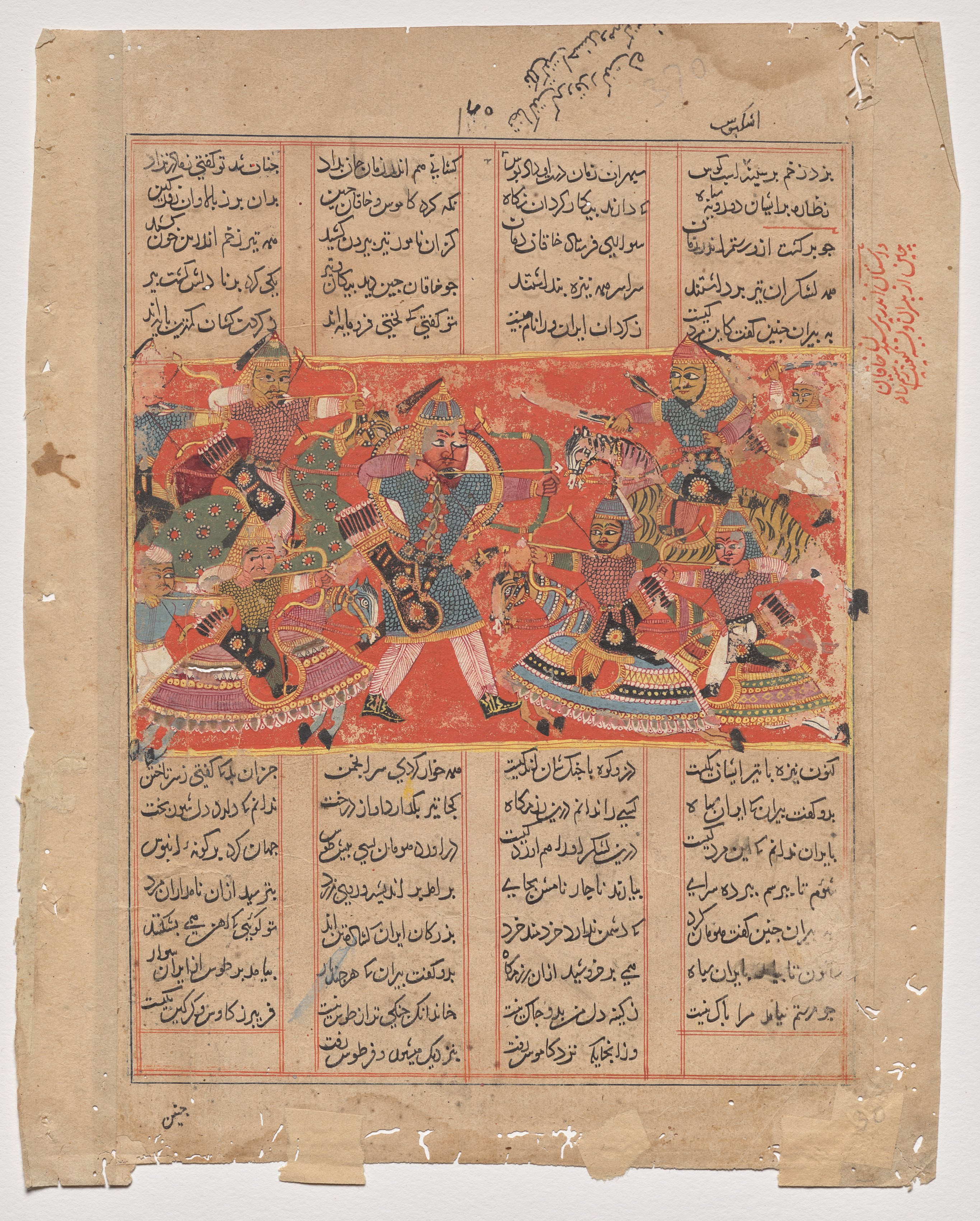
رستم بر اشکبوس هدف می‌گیرد / برگی از شاهنامه سده 14 میلادی همراه با ابیات شعر / نقاشی با چسب‌رنگ و جوهر بر کاغذ
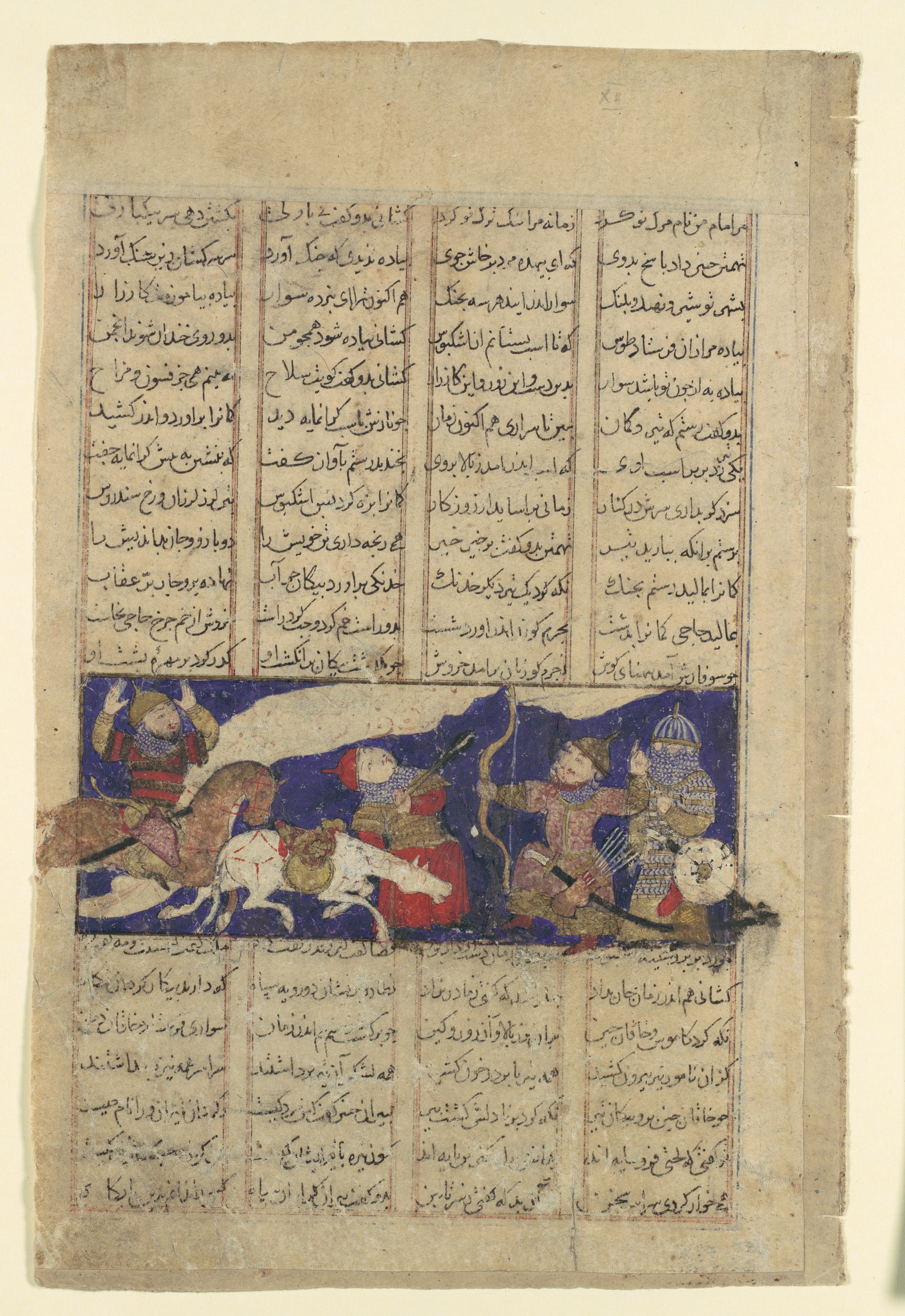
رزم "رستم و اشکبوس" / برگی از شاهنامه / سده 13 میلادی / هنر اسلامی با جوهر، آب‌رنگ، طلا و نقره بر کاغذ
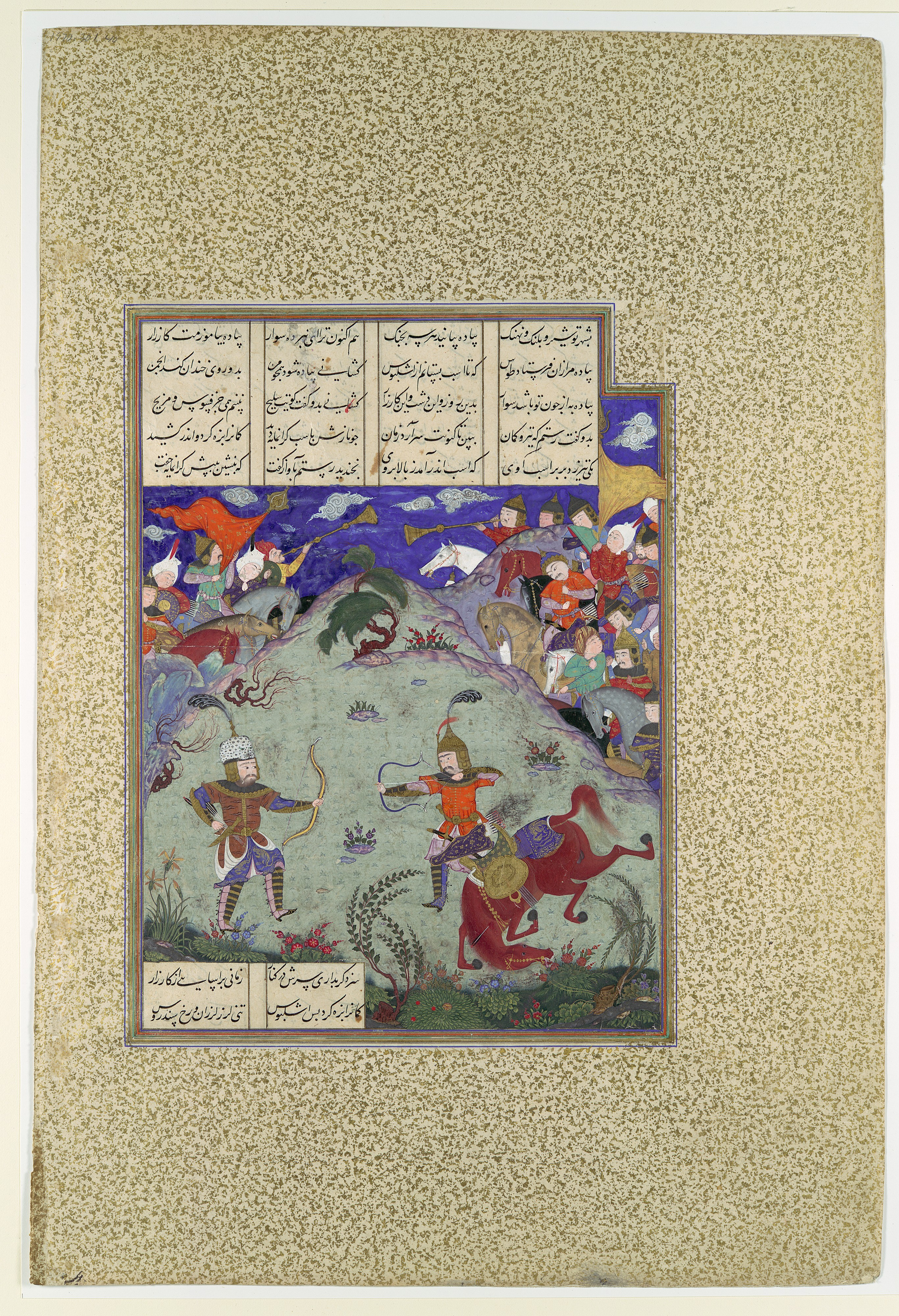
"رزم سهراب و اشکبوس" / برگی از شاهنامه شاه تهماسپ / سده 15 میلادی اثری از میرزا محمد قباحت و عبدالعزیز بن عبدالوهاب
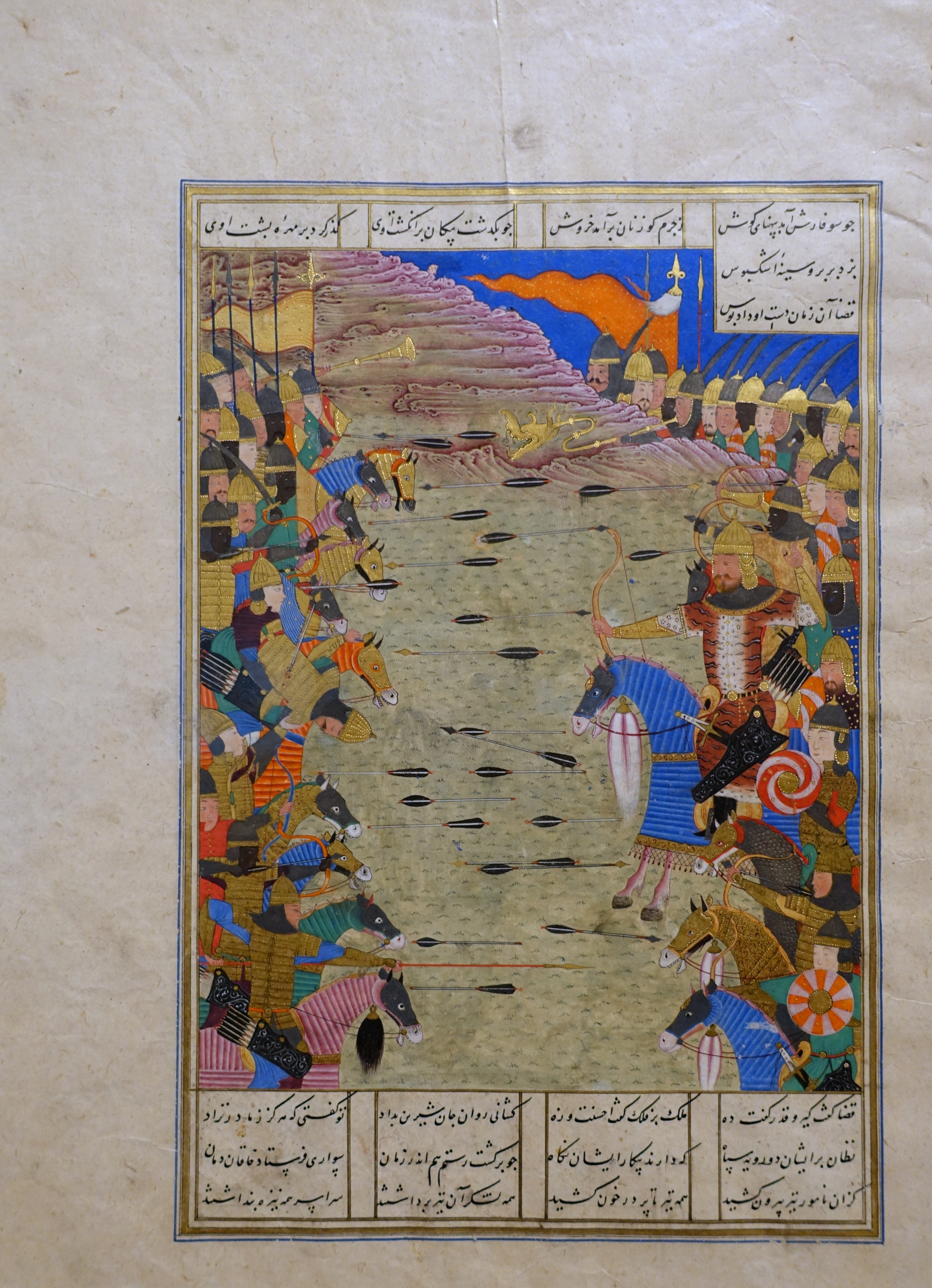
رستم بر قهرمان تورانی "اشکبوس" تیری پرتاب می کند / برگی از شاهنامه واقع در لاهیجان / سده 14 میلادی / موزه ی آقا خان، تورنتو، کانادا
برگی از شاهنامه / دوره ی صفویان / شیراز، ایران / موزه‌ی هنری کلولند در اوهایو، ایالت متحده آمریکا
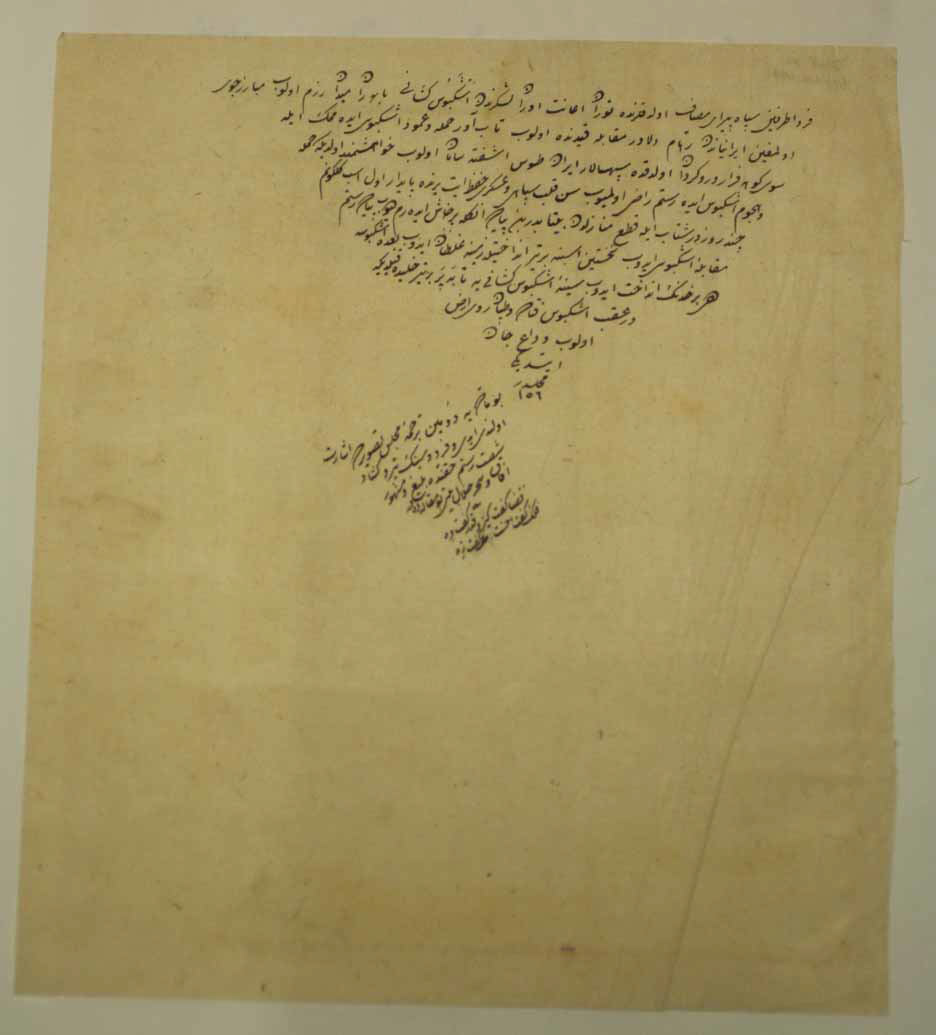
"رزم رستم و اشکبوس" / شاهنامه ی فردوسی شاه تهماسپ / سده 15ام میلادی